# 194-я истребительная авиационная дивизия
194-я Венская истреби́тельная авиацио́нная диви́зия (194-я иад) — соединение Военно-Воздушных сил (ВВС) Вооружённых Сил РККА, принимавшее участие в боевых действиях Великой Отечественной войны.

## Наименования дивизии
- 194-я истребительная авиационная дивизия
- 194-я Венская истребительная авиационная дивизия
- Полевая почта 54837

## Создание дивизии
194-я истребительная авиационная дивизия сформирована к 1 февраля 1944 года на основании Приказа НКО СССР приданием авиационных полков в составе составе 13-го истребительного авиационного корпуса авиации Резерв Верховного Главнокомандования.

## Расформирование дивизии
194-я истребительная авиационная дивизия была расформирована в декабре 1945 года в составе 13-го истребительного авиационного корпуса 16-й воздушной армии Группы советских оккупационных войск в Германии.

## В действующей армии
В составе действующей армии:
- с 7 июля 1944 года по 9 мая 1945 года.

| Ла-7 | Ла-5 |  |

## Командир дивизии
| Звание    | Имя                     | Период                  | Примечание |
| --------- | ----------------------- | ----------------------- | ---------- |
| Полковник | Дементьев Фёдор Никитич | 01.03.1944 — 13.06.1946 |            |

## В составе объединений
| Дата          | Фронт (округ)                        | Армия                         | Корпус                                 | Примечания     |
| ------------- | ------------------------------------ | ----------------------------- | -------------------------------------- | -------------- |
| 29.12.1943 г. | Резерв Верховного Главнокомандования | -                             | 13-й истребительный авиационный корпус | -              |
| 01.02.1944 г. | Харьковский военный округ            | ВВС округа                    | 13-й истребительный авиационный корпус | -              |
| 01.05.1944 г. | Одесский военный округ               | ВВС Одесского военного округа | 13-й истребительный авиационный корпус | -              |
| 07.07.1944 г. | 1-й Белорусский фронт                | 6-я воздушная армия           | 13-й истребительный авиационный корпус | -              |
| 01.08.1944 г. | 1-й Белорусский фронт                | 16-я воздушная армия          |                                        | -              |
| 08.09.1944 г. | 3-й Украинский фронт                 | 17-я воздушная армия          |                                        | -              |
| 09.05.1945 г. | 3-й Украинский фронт                 | 17-я воздушная армия          |                                        | -              |
| 10.06.1945 г. | Южная группа войск                   | 17-я воздушная армия          |                                        | -              |
| 08.10.1945 г. | Одесский военный округ               | 5-я воздушная армия           |                                        | -              |
| 31.12.1945 г. | Одесский военный округ               | 5-я воздушная армия           |                                        | расформирована |

## Части и отдельные подразделения дивизии
За весь период своего существования боевой состав дивизии претерпевал изменения, в различное время в её состав входили полки:
| Период                        | Части                                 | Примечание                    |
| ----------------------------- | ------------------------------------- | ----------------------------- |
| 13.01.1944 г. — 12.12.1945 г. | 848-й истребительный авиационный полк | Передан в состав 15-й гв. иад |
| 14.02.1944 г. — 30.01.1946 г. | 56-й истребительный авиационный полк  | Передан в состав 279-й иад    |
| 16.02.1944 г. — 01.01.1946 г. | 530-й истребительный авиационный полк | Передан в состав 10-й гв. иад |

## Участие в операциях и битвах
- Белорусская операция «Багратион» — с 7 июля 1944 года по 29 августа 1944 года.
- Люблин-Брестская операция — с 18 июля 1944 года по 2 августа 1944 года.
- Будапештская операция — с 29 октября 1944 года по 13 февраля 1945 года.
- Балатонская оборонительная операция — с 6 марта 1945 года по 15 марта 1945 года.
- Венская наступательная операция — с 16 марта 1945 года по 15 апреля 1945 года.

## Почётные наименования
- 194-й истребительной авиационной дивизии 17 мая 1945 года присвоено почётное «Венская»[5]
- 530-му истребительному авиационному полку 5 апреля 1945 года за отличие в боях за овладение городом Будапешт присвоено почётное наименование «Будапештский»[6]

## Награды
- 848-й истребительный авиационный полк за образцовое выполнение боевых заданий командования в боях с немецкими захватчиками при овладении городами Секешфехервар, Мор, Зирез, Веспрем, Эньинг и проявленные при этом доблесть и мужество Указом Президиума Верховного Совета СССР от 26 апреля 1945 года награждён орденом «Кутузова III степени».

## Благодарности Верховного Главнокомандующего
Воины дивизии удостоены Благодарностей Верховного Главнокомандующего:
- За овладение городом Будапешт[7]
- За овладение городами Секешфехервар и Веспрем[8]
- За овладение городами Чорно и Шарвар[9]
- За овладение городами Залаэгерсегом и Кестелем[10]
- За овладение городами Вашвар и Керменд[11]
- За овладение городом Надьканижа[12]
- За овладение городом Вена[13]

## Отличившиеся воины дивизии
- Краснов Николай Фёдорович, майор, командир эскадрильи 116-го истребительного авиационного полка 4 февраля 1944 года удостоен звания Герой Советского Союза. Золотая Звезда № 3353. Проходил службу в должности командира эскадрильи 530-го истребительного авиационного полка 194-й истребительной авиационной дивизии.

## Базирование
| Период            | Аэродромы      |
| ----------------- | -------------- |
| 07.1945 — 10.1945 | Брашов Румыния |
| 10.1945 — 12.1945 | н/д            |

## Статистика боевых действий
Всего за годы Великой Отечественной войны дивизией:
| Выполнено боевых вылетов | Сбито самолётов в воздухе | Потеряно лётчиков | Потеряно самолётов |
| ------------------------ | ------------------------- | ----------------- | ------------------ |
| 4816                     | 166                       | 32                | 42                 |